# Cazierius garridoi
Espèce
Synonymes
- Cazierius tatae Satiago-Blay, 2009

Cazierius garridoi est une espèce de scorpions de la famille des Diplocentridae.

## Distribution
Cette espèce est endémique de Porto Rico. Elle se rencontre sur Isla Mona.

## Description
La femelle holotype mesure 23 mm.
Les femelles mesurent de 22,01 à 23,13 mm.

## Systématique et taxinomie
Cazierius tatae a été placée en synonymie par Armas en 2009.

## Étymologie
Cette espèce est nommée en l'honneur d'Orlando H. Garrido.

## Publication originale
- Armas, 2005 : Alacranes Diplocentrinae de Puerto Rico (Scorpiones: Scorpionidae). Revista Ibérica de Aracnología, vol. 11, p. 69-73 (texte intégral).